# Parablennius postoculomaculatus
Parablennius postoculomaculatus är en fiskart som beskrevs av Hans Bath och Hutchins, 1986. Parablennius postoculomaculatus ingår i släktet Parablennius och familjen Blenniidae. Inga underarter finns listade i Catalogue of Life.